# 캠프 조지
캠프 조지(Camp George)는 대한민국 대구광역시 남구에 있는 주한 미군의 군영으로, 캠프 워커와 캠프 헨리처럼 USAG 대구에서 관리하며 두 군영 사이에 있다.

## 개요
일제시대 1937년 5월에 건립된 부영 대구종합운동장 자리였다. 해방과 함께 공설운동장은 시민운동장으로 사용되다가 6.25동란이 터지자 미군이 징발하여 사용한다.
한국 전쟁 중인 1952년 11월 30일 부천시 송내동 근처에서 전사한 명예 훈장 수여자인 제45보병사단 179보병연대 C중대의 찰리 조지 일병(Charles George)의 명예를 기려 그의 이름을 기지에 붙였다.
이 곳에는 어떠한 군사 조직도 주둔하고 있지 않으나, 대신 캠프 워커와 캠프 헨리에 근무하는 군인들과 이 곳에 거주하고 있는 그들의 가족을 위한 사기, 복지 및 휴양(MWR) 시설을 갖추고 있다.
제19원정지원사령부 예하 제20지원단이 관리했었으나, 2006년부터는 미국 육군 시설관리사령부(IMCOM) 태평양 지역대 예하 USAG 대구에서 통합적으로 관리하고 있다.

## 시설
- 대구 미국인 학교(Taegu(or Daegu) American School)
- 주거 아파트
- 유아개발센터(Child Development Center)
- 문화교류훈련 및 컨설팅센터(Cross-Cultural Training and Counseling Center)

## 같이 보기
- 주한 미군의 시설 목록
- USAG 대구/IV 지역
  - 캠프 워커
  - 캠프 캐럴
  - 캠프 헨리